# Axel Stenius
Axel Rudolf Gabriel Stenius, född 29 juni 1857 i Tohmajärvi, död 8 september 1928 i Helsingfors, var en finländsk militär och musikledare.
Stenius utexaminerades 1880 från kadettskolan i Fredrikshamn och tjänstgjorde från 1891 vid Vasa skarpskyttebataljon, slutligen som dess chef, samt var 1898–1902 chef för Lojo reservkompani. Han fick avsked som överstelöjtnant och var 1903–1927 i Statsjärnvägarnas tjänst.
Under sin tid i Vasa var Stenius en central gestalt i stadens musikliv. Han ledde framförandet av bland annat oratorier och andra stora verk för kör och orkester. I Helsingfors verkade han bland annat som dirigent för Sällskapet Muntra Musikanter åren 1903–1910 och var 1908–1916 musikkritiker i Nya Pressen respektive Dagens Press. Vid Svenska folkskolans vänners allmänna finlandssvenska sångfest 1912 var Stenius huvuddirigent. Han tog initiativet till instiftandet av Svenska oratorieföreningen i Helsingfors 1920.